# День святого Патрика

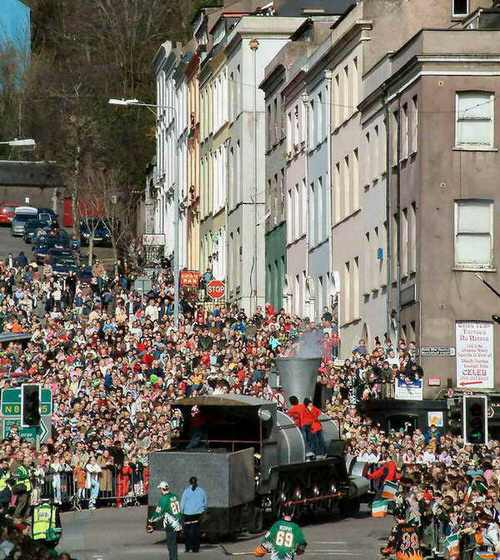
Святкування Дня святого Патрика в місті Корку, Ірландія

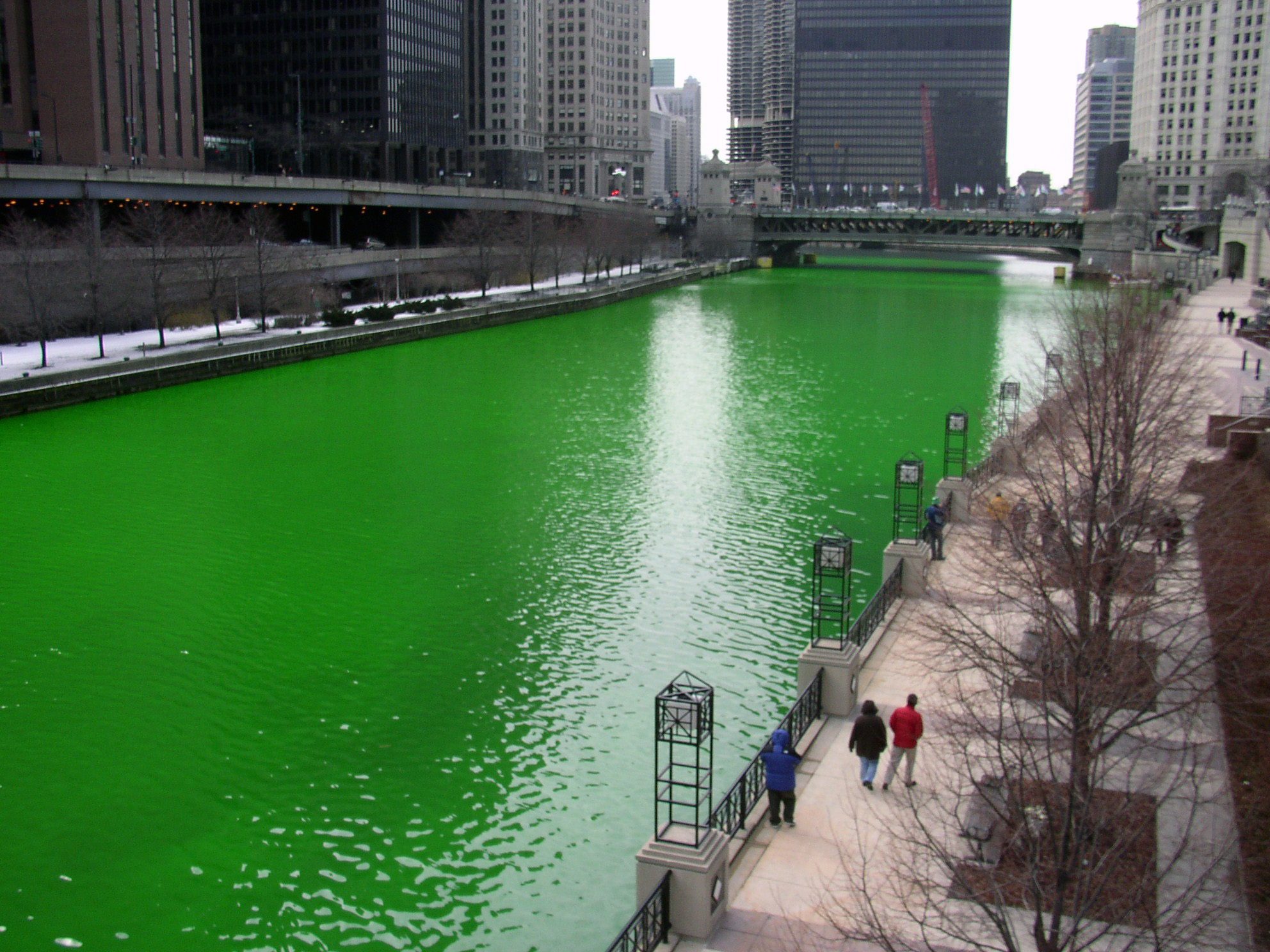
«Зелена» річка у Чикаго, США, 2005

Зала пабу «О'Браянс» у День святого Патрика, Київ, 2009

День свято́го Па́трика (ірл. Lá ’le Pádraig або Lá Fhéile Pádraig) — культурне та релігійне ірландське національне свято, яке щороку відзначають 17 березня, у день смерті небесного покровителя Ірландії святого Патрика (близько 385—461 н. е.).
День святого Патрика проголошений християнським святом на початку XVII століття і шанується католицькою церквою, окремими протестантськими церквами (англіканською, лютеранською, і особливо церквою Ірландії), а також окремими громадами православної церкви. Цей день символізує прийняття християнства в Ірландії, а також є святом культурної спадщини Ірландії загалом. Урочистості в день святого Патрика зазвичай охоплюють паради і фестивалі, виконання танців кейлі і одягання зеленого одягу та прикрашання його трилисником. Християни цього дня також відвідують церковні служби. У цей день пом'якшуються обмеження на пісну їжу та вживання алкоголю.
День святого Патрика є державним святом в Ірландії, Північній Ірландії, на острові Монтсеррат і в канадській провінції Ньюфаундленд і Лабрадор. Свято також широко відзначається ірландською діаспорою по всьому світу, особливо у Великій Британії, Канаді, США, Аргентині, Австралії та Новій Зеландії.

## Історія
День святого Патрика є найбільшим національним святом ірландців усього світу. 17 березня, коли відзначають свято, за поширеною легендою, у 461 році помер Святий Патрик, перший єпископ, заступник і борець за волю Ірландії.
Оскільки ірландці здавна емігрували по всьому світу, особливо в XVIII — на поч. ХХ століть, зокрема до Північної Америки, свято стало доволі популярним і в США та Канаді, причому не лише серед етнічних ірландців. Популяризації свята у Новому Світі посприяло влаштування своєрідних парадів, що відтоді є однією з відзнак свята. Уперше такий парад відбувся у Бостоні 1737 року, в Нью-Йорку ж святкування вперше пройшло у таверні «Корона і будяк» (англ. The Crown and Thistle Tavern) у 1756 році.
Вже в ХХ столітті свято стало популярним у континентальній Європі, а з настанням ери глобалізації з середини століття про День святого Патрика стало відомо у цілому світі.
В Ірландії День святого Патрика — офіційний вихідний.
День святого Патрика як національне свято відзначають ще в двох країнах:
- Нігерії (там працювало багато ірландських місіонерів)
- Мексиці (там воювала за незалежність ірландська артилерійська бригада святого Патрика).

Гучні святкування на День святого Патрика відбуваються, насамперед, у країнах, де є значні ірландські діаспори, зокрема у Великій Британії та США. У багатьох країнах влаштовують урочисті паради (хоч це не ірландська, а суто американська емігрантська традиція). Зокрема в Австралії та Аргентині проходять паради, учасники яких традиційно одягаються в зелений одяг із зображенням конюшини, яка символізує Святу Трійцю. У деяких містах уже вироблені власні оригінальні традиції святкування, так у Чикаго (США) води місцевої річки спеціально до свята фарбують у зелений колір.
З демократизацією суспільств після 1991 року у державах, що утворилися після розпаду СРСР, День святого Патрика почали відзначати і в Україні та країнах Балтії — цьому посприяли як поява іноземців, у тому числі й ірландців, у цих країнах, так і стала комерціалізація Дня святого Патрика, що зазвичай закінчується посиденьками в традиційних ірландських пабах за кухлем справжнього ірландського пива (або й віскі).
З кінця 1990-х років в Україні, зокрема в Києві, свято локалізується в міських ірландських пабах. У пабах у цей день відбуваються «ірландські вечірки», організовані нерідко за підтримки бізнесу з «ірландським корінням» в Україні. Вхід на такі заходи, (бажано в одязі зеленого кольору), для звичайних відвідувачів, а то й для всіх, є платним (до вартості вхідного квитка, як правило, входить міцний напій), а на самій вечірці лунає запальна ірландська музика, з екранів транслюються найкращі моменти спортивних ігор за участю Національних збірних Ірландії (здебільшого з футболу, регбі і крикету). Ближче до півночі всіх гостей єднають танці й невимушене спілкування. Страйкболісти традиційно влаштовують до цього дня тематичну гру

## Традиції святкування і символи свята
Як це часто буває, первинні традиції святкування Дня святого Патрика далекі від осучаснених і скомерціалізованих. День святого Патрика припадає на Великий піст, але ірландці цього дня споживали м'ясо, адже вважалося, що святий Патрик перетворює все м'ясо, приготоване для частування, на рибу.
Після святкового обіду ірландці ходили в гості (а не до пабів, як заведено тепер). Цього дня було прийнято розважатися у найрізноманітніший спосіб — розповідати і слухати побрехеньки, жарти і страшні оповідки (зазвичай, із щасливим закінченням), пити віскі й танцювати народні танці.

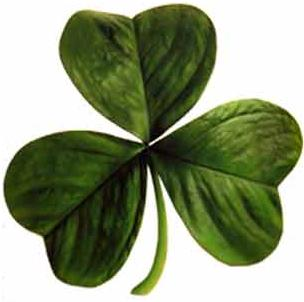
Трилисник конюшини,
seamróg

Глобалізація і вдала «PR-розкрутка» зробили з суто ірландського свята — міжнародне. Навіть побутує вислів «17 березня кожний є ірландцем» (англ. Everyone's Irish on March 17th). Однак поза межами Британських островів «напоєм дня» є, зазвичай, не віскі, а ірландське пиво, оскільки воно значно дешевше.
Символікою свята є все ірландське: напої, одяг (якщо не національний ірландський одяг, то хоча б зелений колір вбрання), музика, пісні і танці. Спочатку кольором, що асоціюється зі святим Патриком, був синій: на небагатьох збережених зображеннях Патрик постає у синіх кольорах. Іменем цього святого навіть називають певний відтінок синього, який використовується і в гербі Ірландії. Зелений колір почав набувати популярності з 18-го століття, зелену уніформу одягли під час повстання 1798 року ірландські солдати. Тепер за традицією в день Святого Патрика зеленню рясніють не тільки наряди учасників гулянь, також в цей колір забарвляється пиво і навіть вода в річках.
Особливим і офіційним символом Дня святого Патрика є трилисник конюшини (ірл. seamróg, від ірл. seamair «конюшина»; англ. shamrock, «шемрок»), який, за легендою, святий Патрик особисто вибрав як знак уособлення віри і Трійці.
За традицією ірландці цього дня до одягу причіплювали трилисник, кидали його в останню склянку, а випивши все віскі, викидали трилисник через ліве плече — це називалося «втопити трилисник». На одязі ж вуглиною (або пізніше обпаленим сірником) малювали хреста.
Іншими суто ірландськими символами свята, які превалюють в декорі, є скажімо, зображення самого святого, фігурки казкових чоловічків лепреконів з їхніми невід'ємними глечиками скарбів, національна символіка (наприклад, прапор Ірландії) тощо.

## Галерея

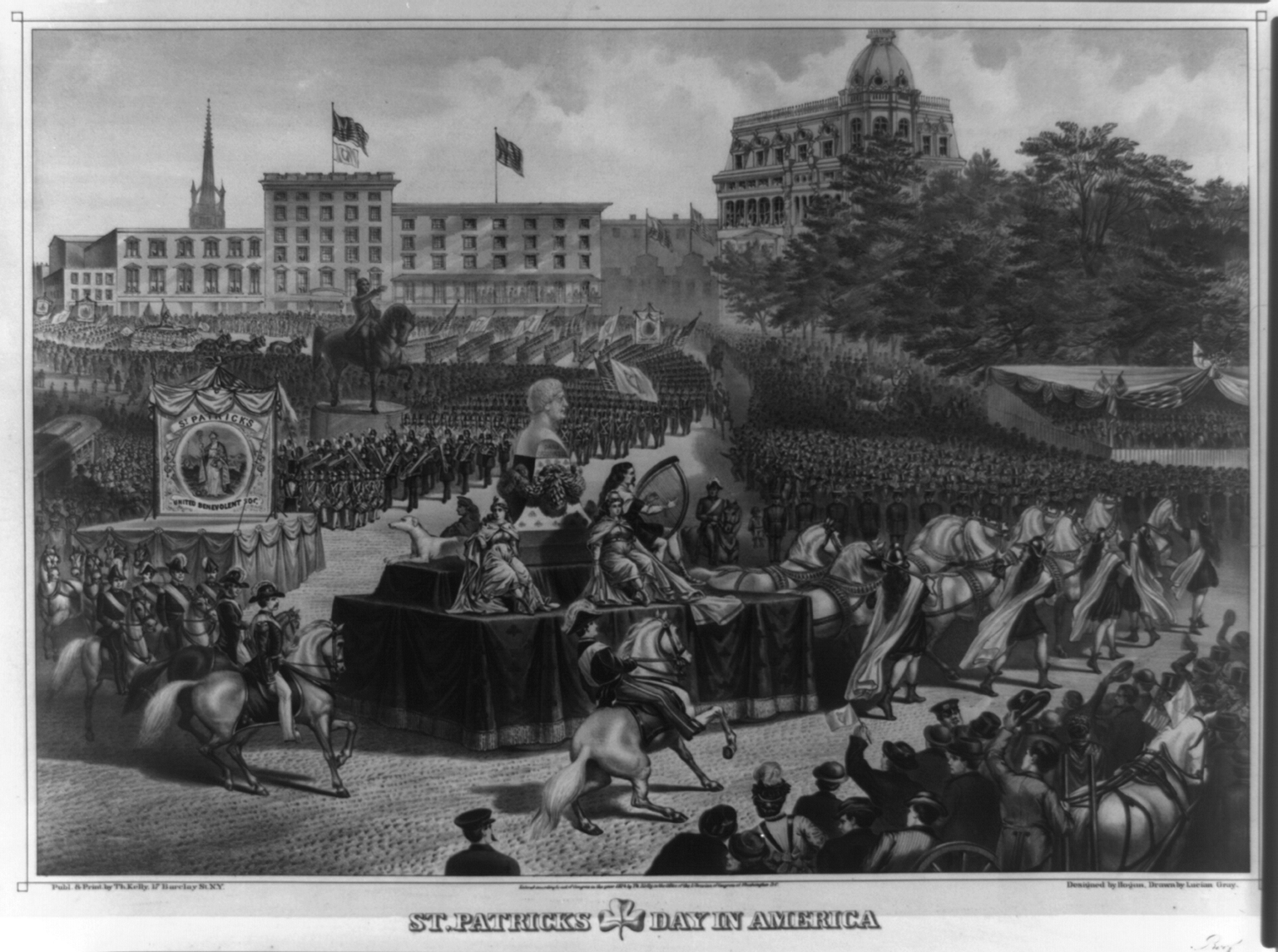
Святкування Дня Святого Патрика в Нью-Йорку Листівка, бл. 1874
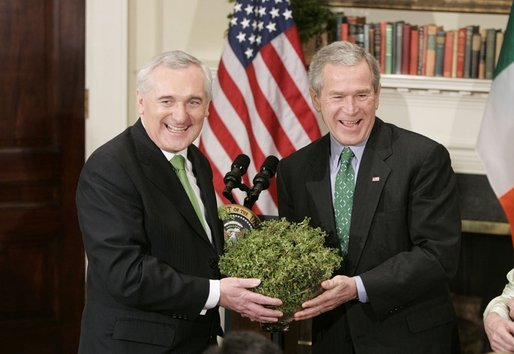
Прем'єр-міністр Ірландії Берті Агерн дарує горщик з конюшиною Президентові США Джорджеві Бушу, 17 березня 2005 р.
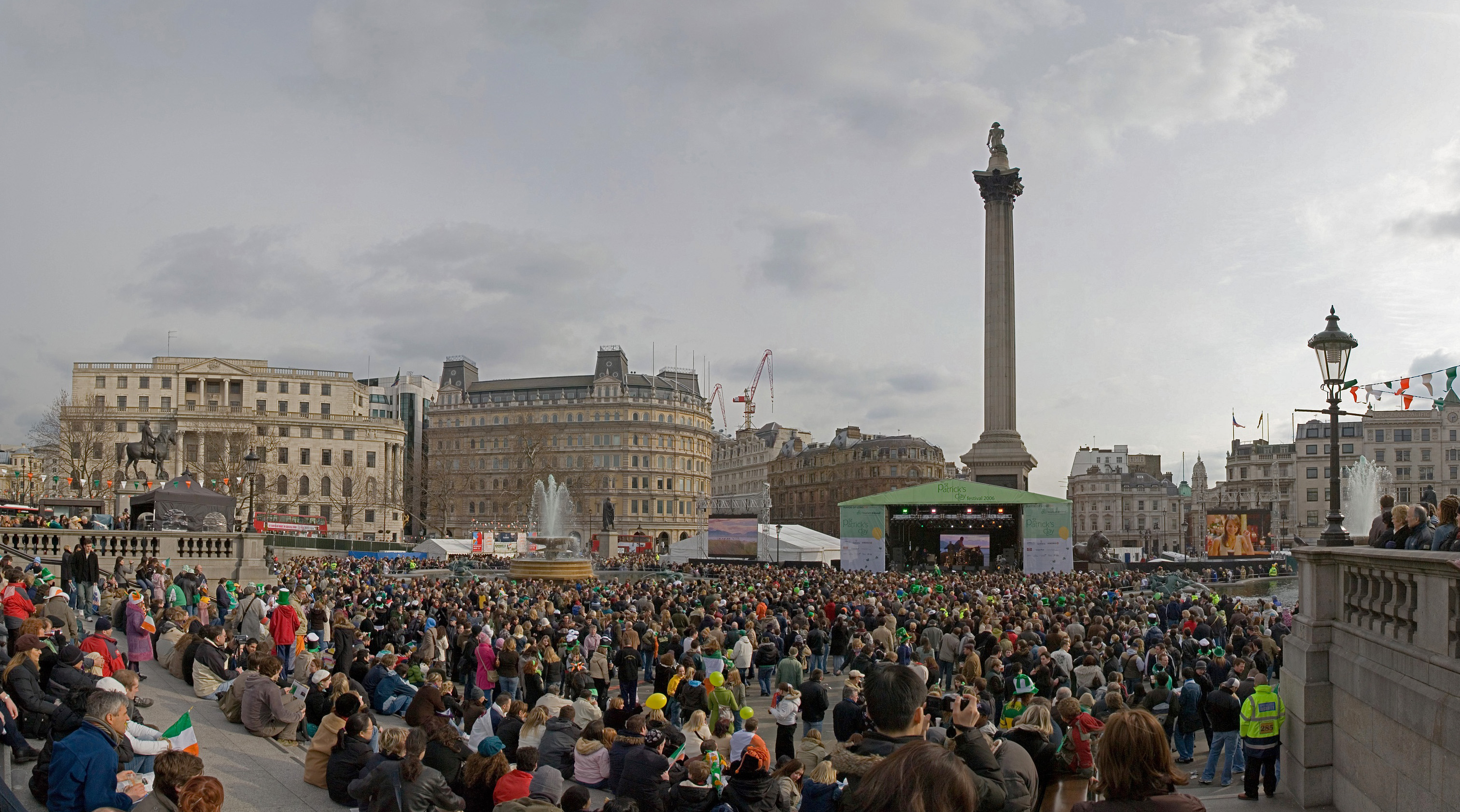
Трафальгарська площа на День Святого Патрика, Лондон, 2006
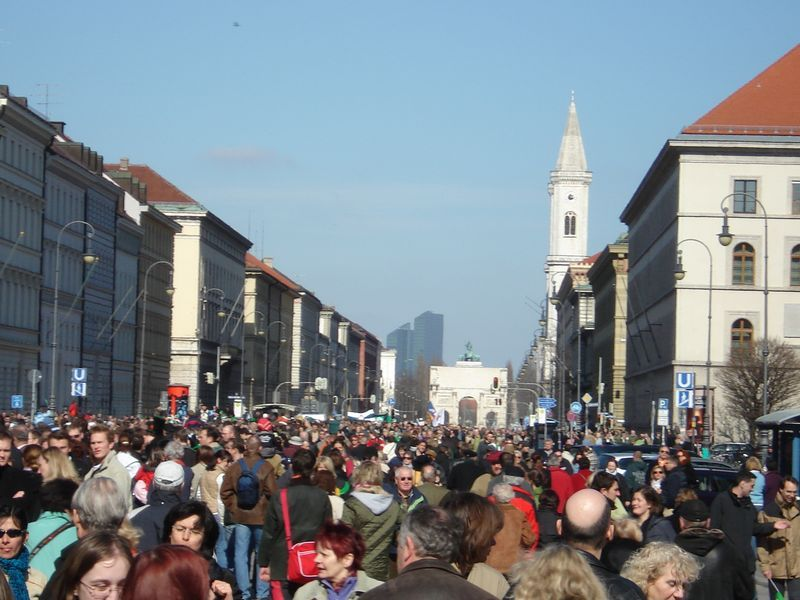
Велелюддя після параду на Людвіґштрасе у Мюнхені, Німеччина, 2007
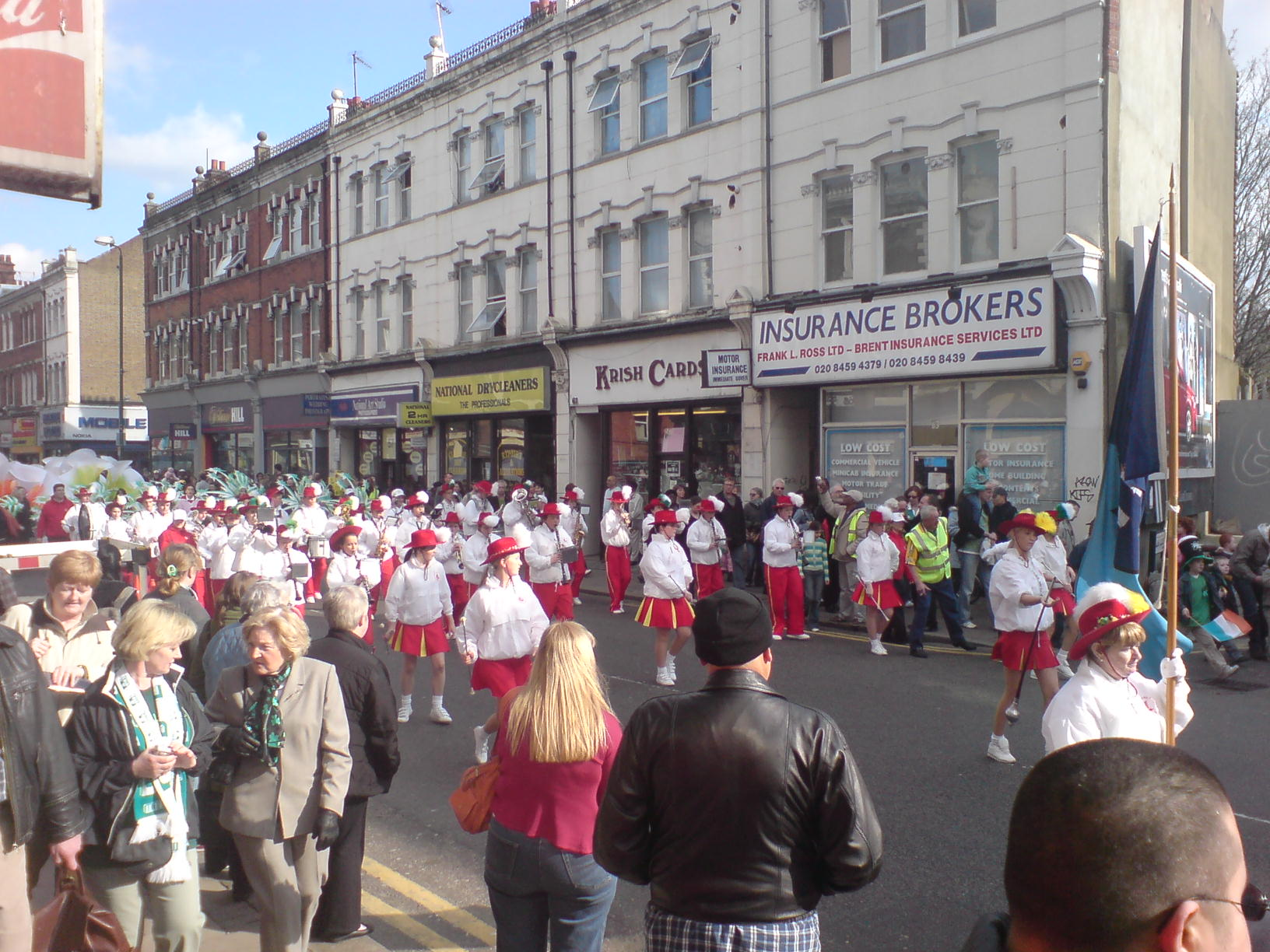
Парад на День Святого Патрика, північно-західний Лондон, 17 березня 2007 р.
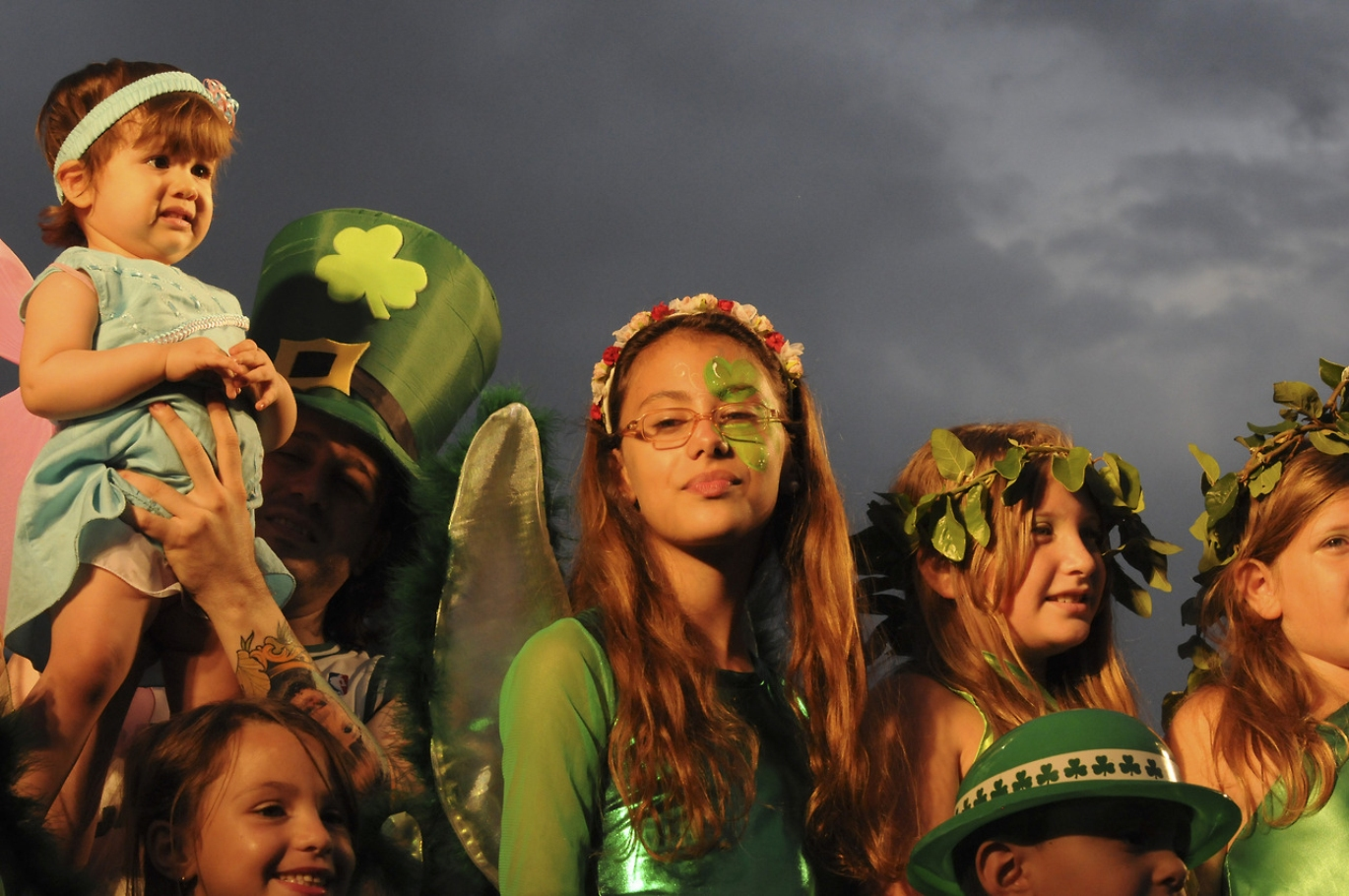
День святого Патрика, Буенос-Айрес (Аргентина)
«Зелена» річка у Чикаго, 14 березня 2009 р.
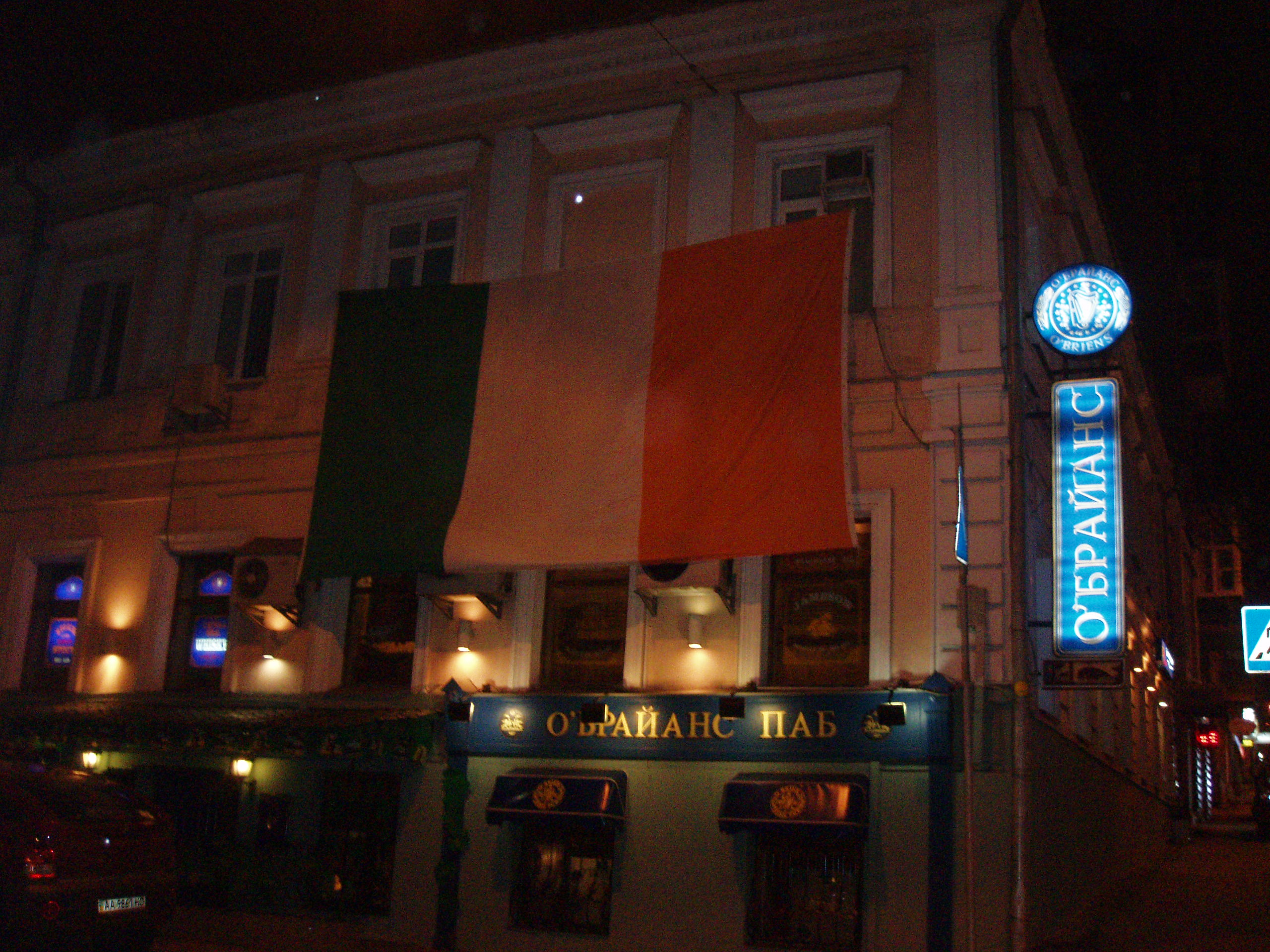
Паб «О'Браянс» у Києві на День Святого Патрика, 2009
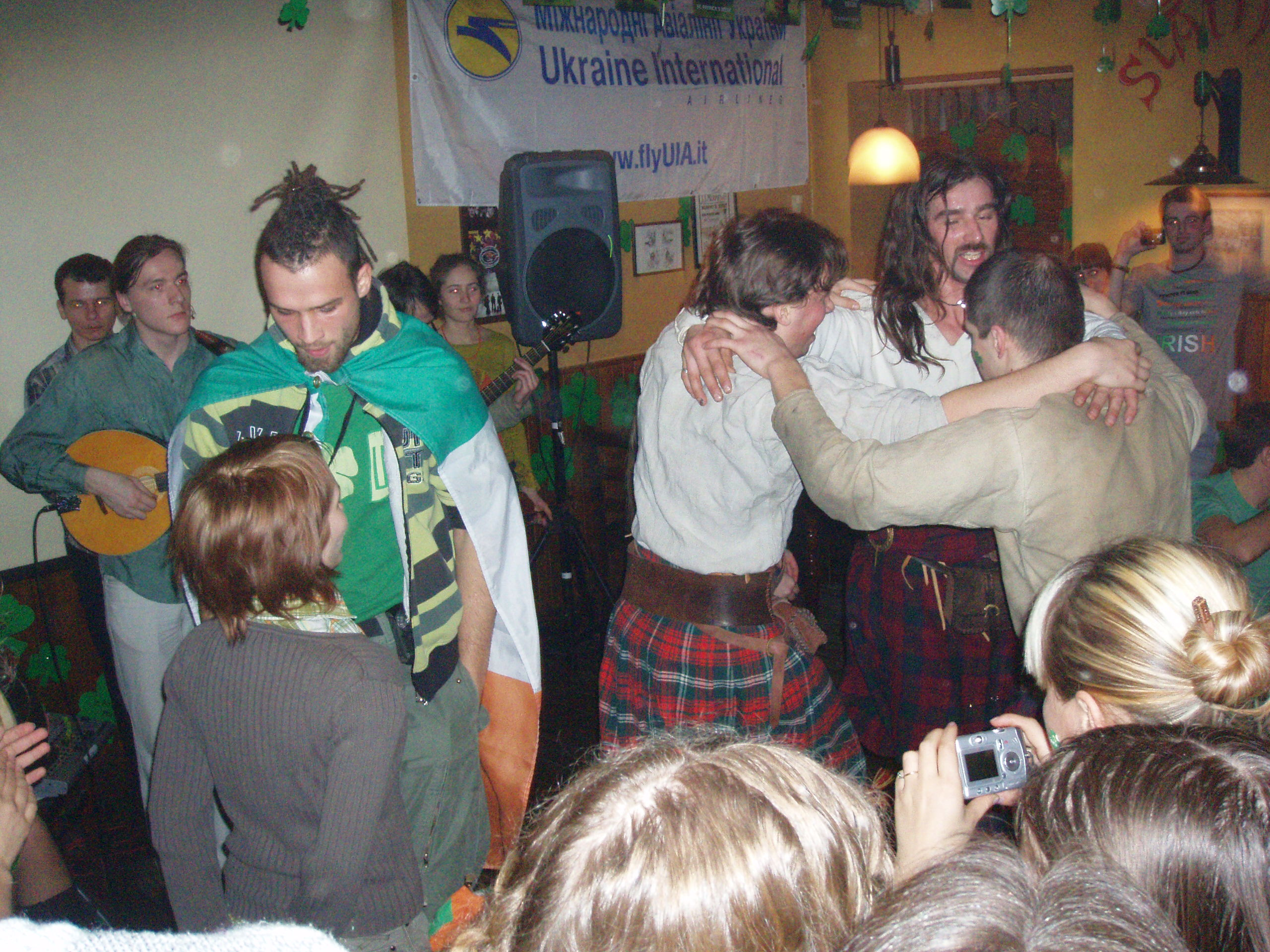
У пабі «О'Браянс» на День Святого Патрика, Київ, 2009

### Святкування в Ірландії

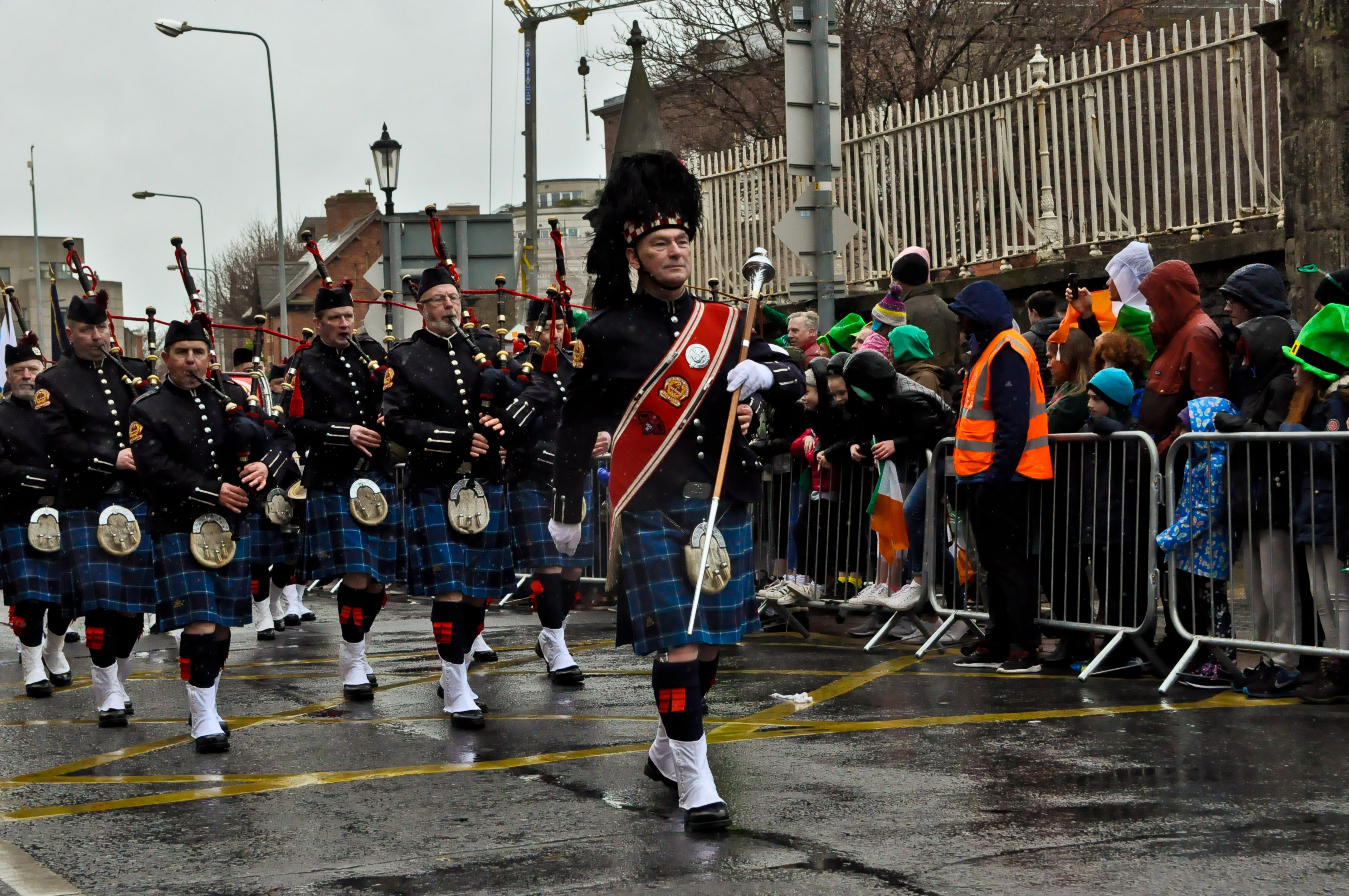
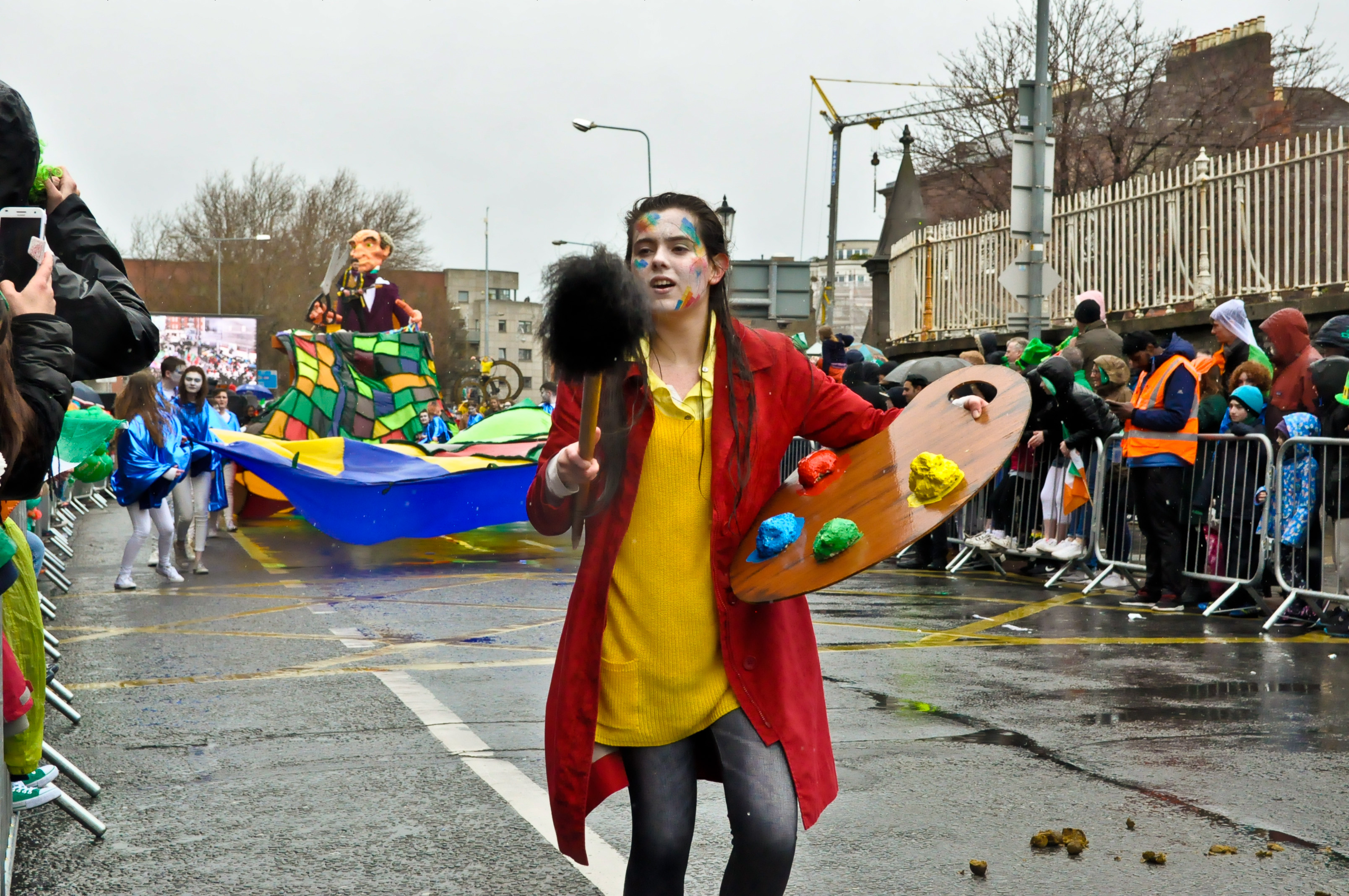
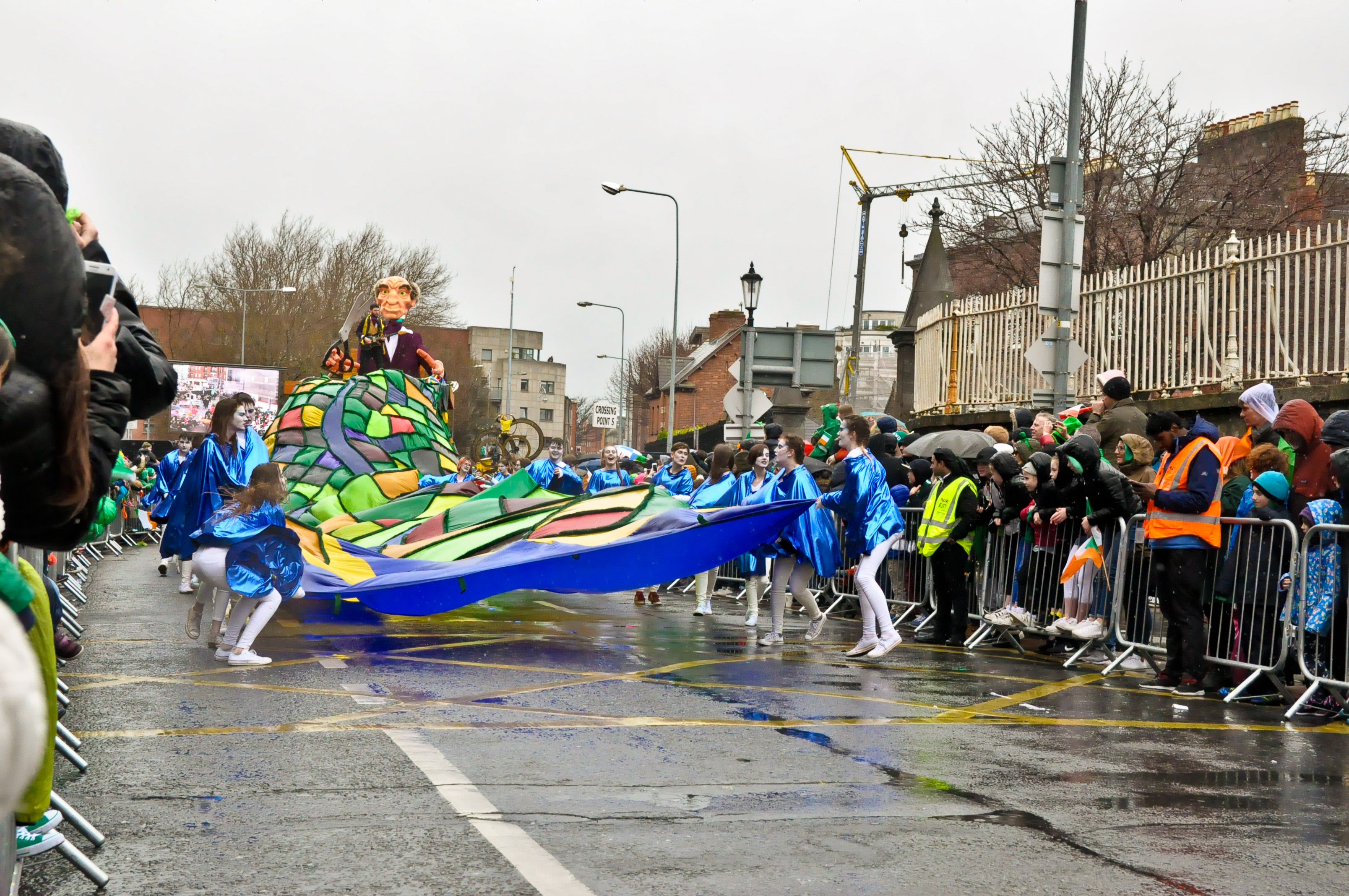
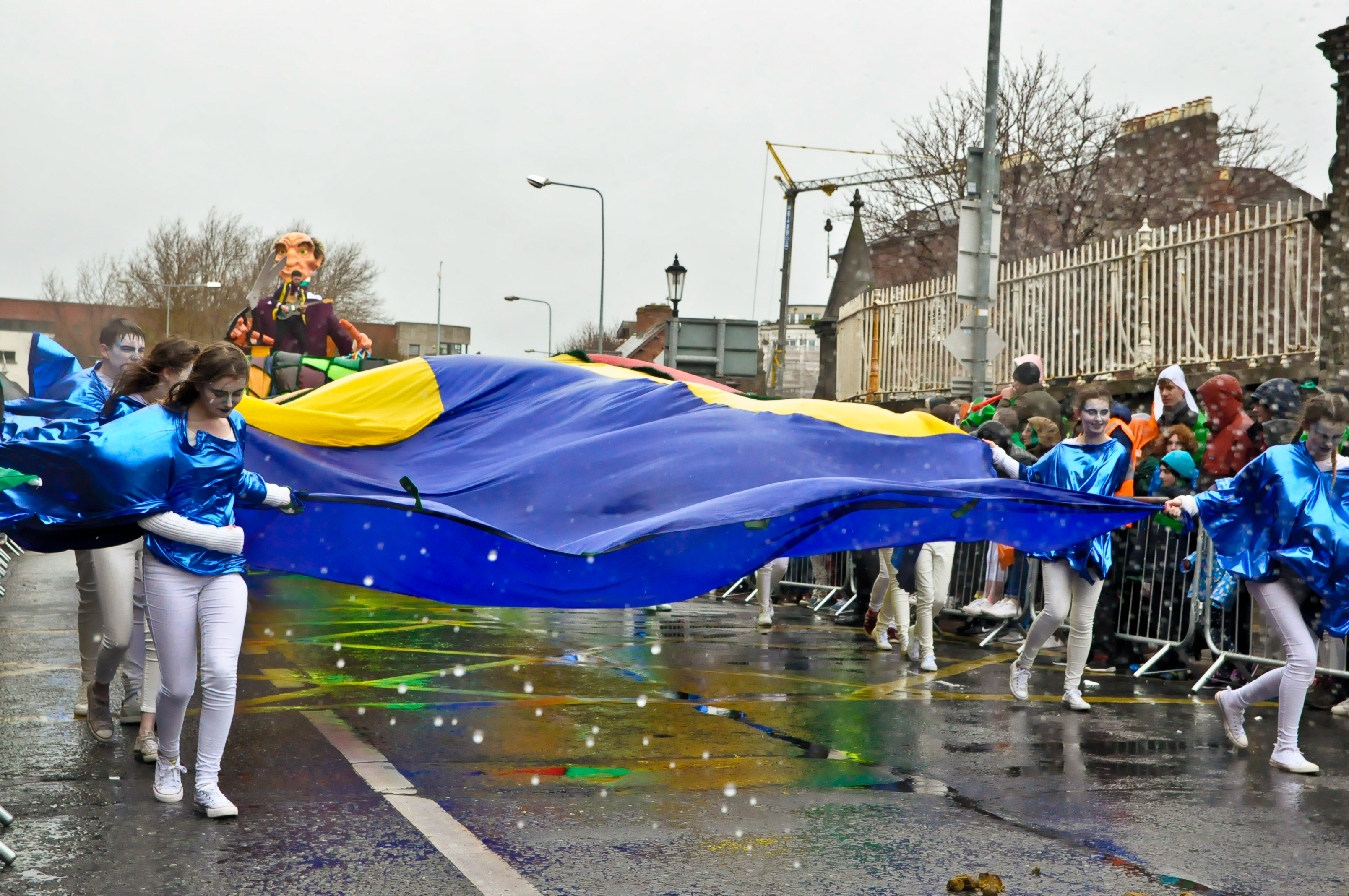
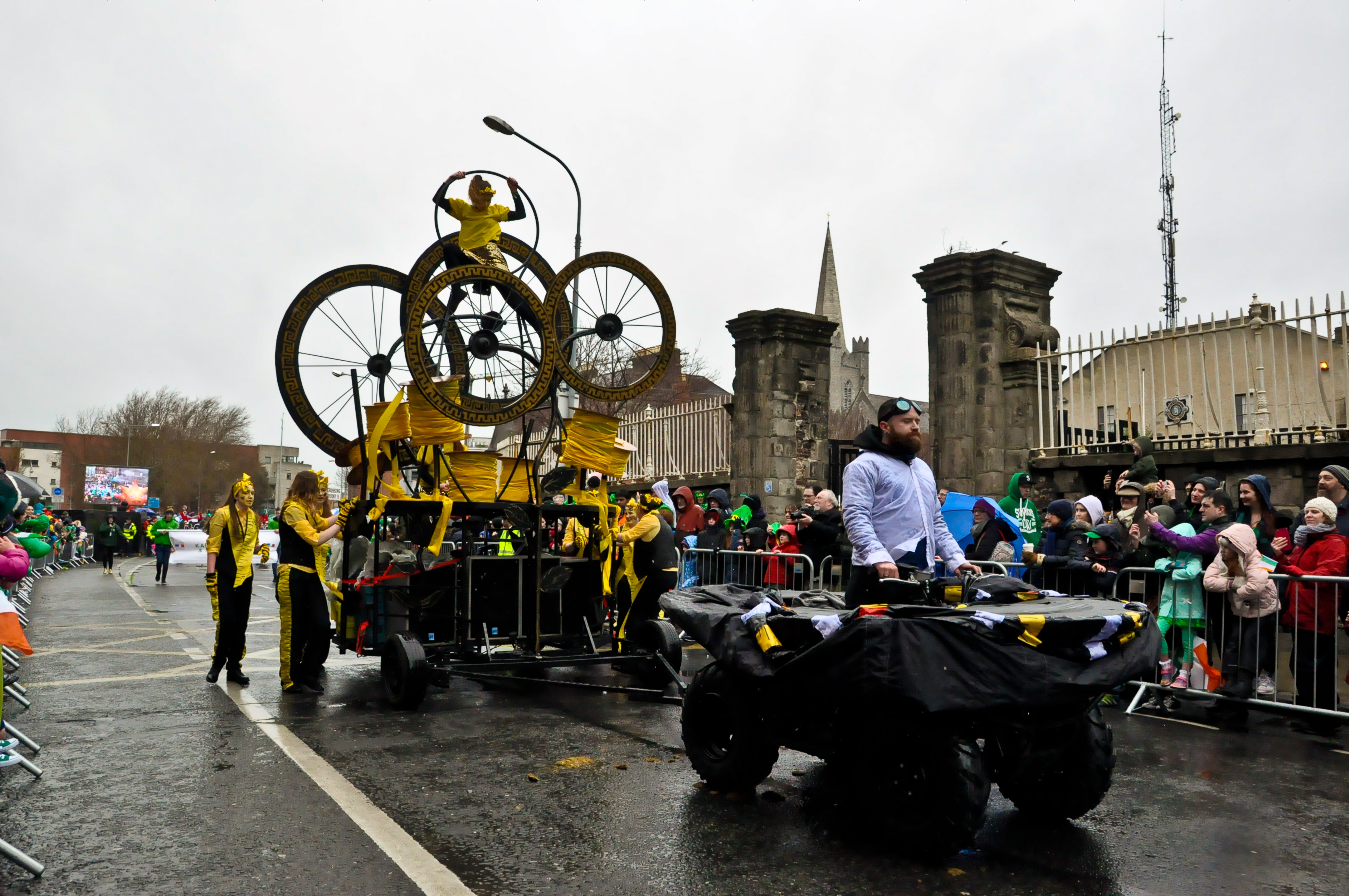
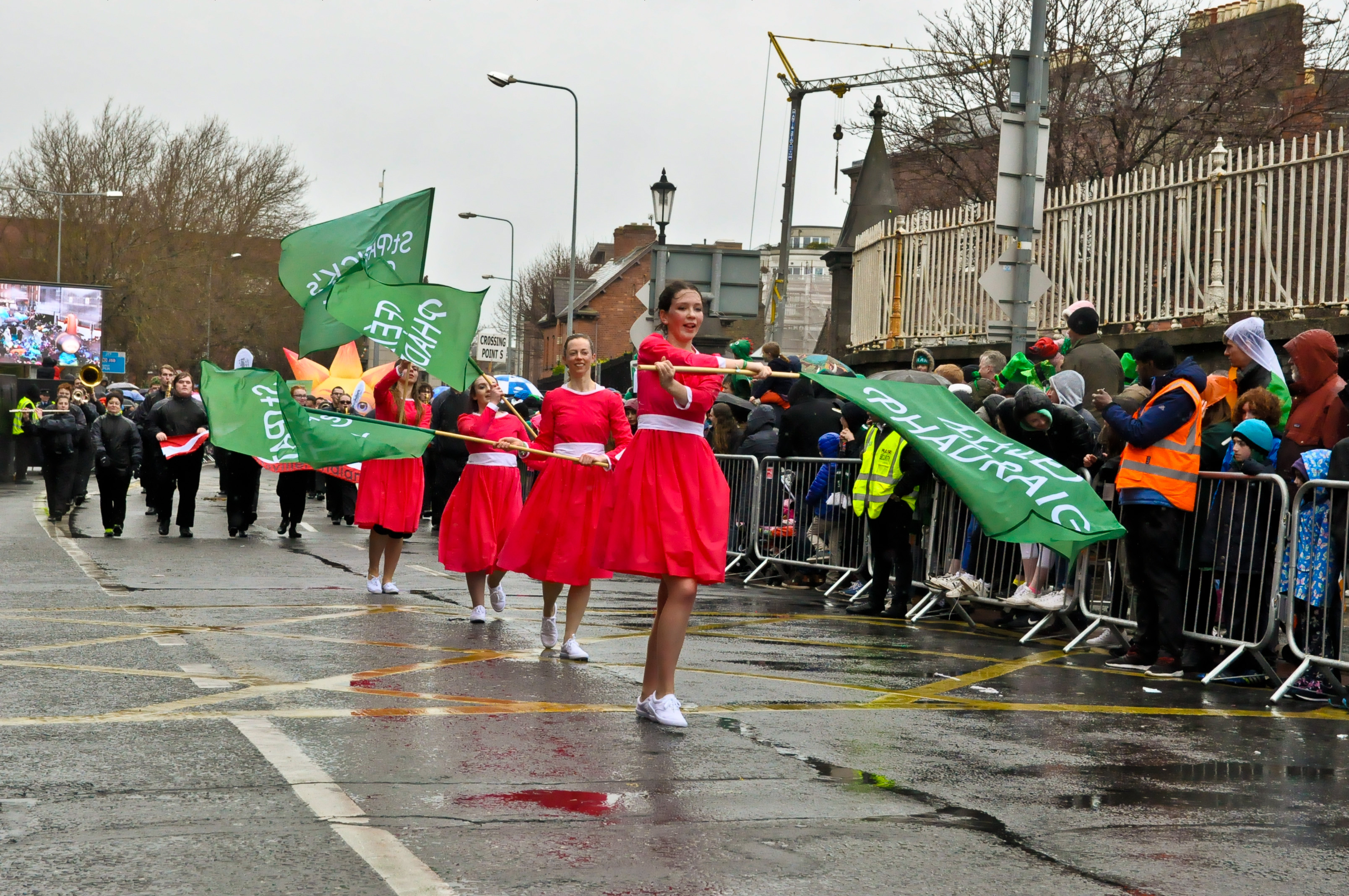
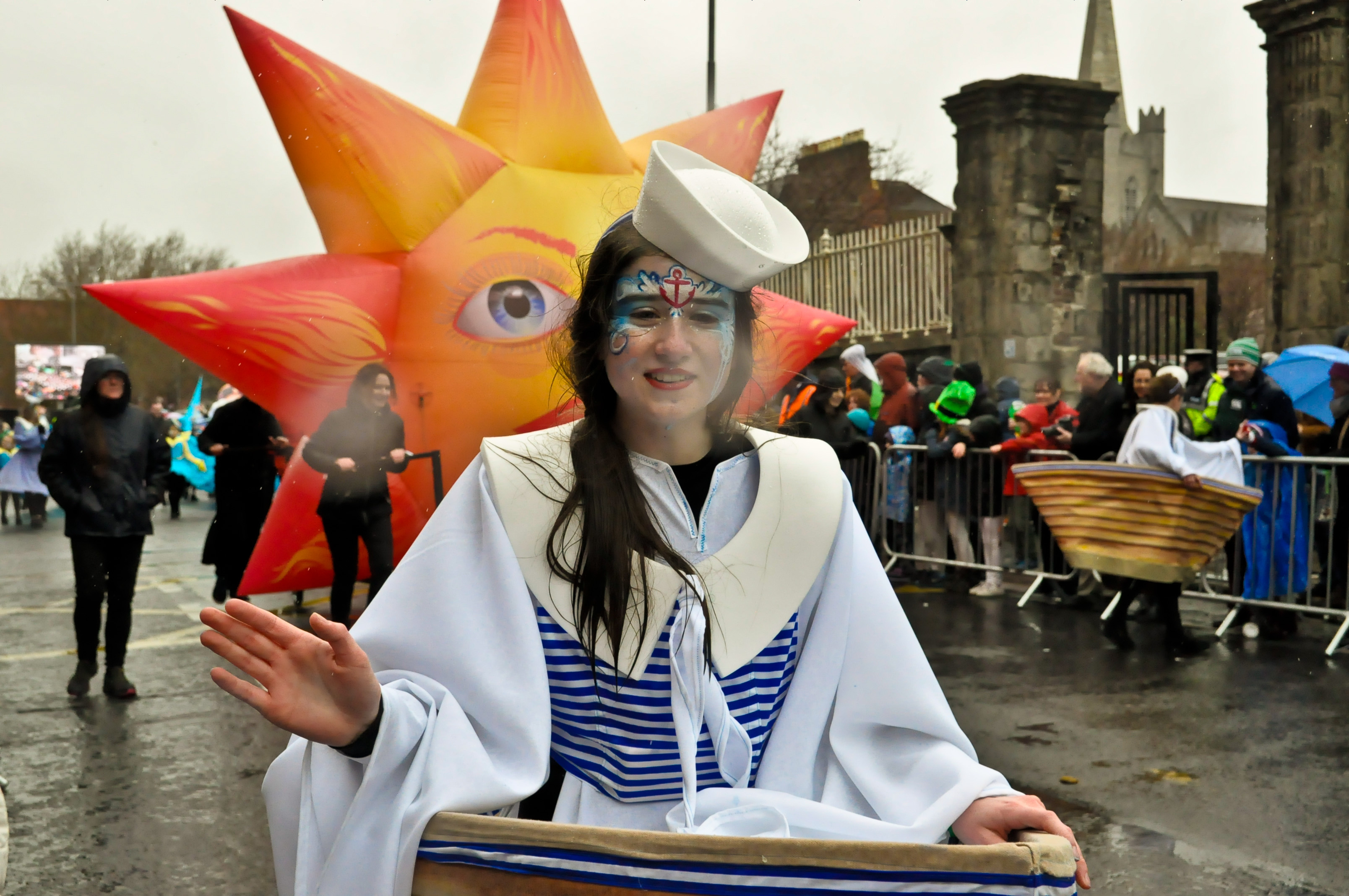
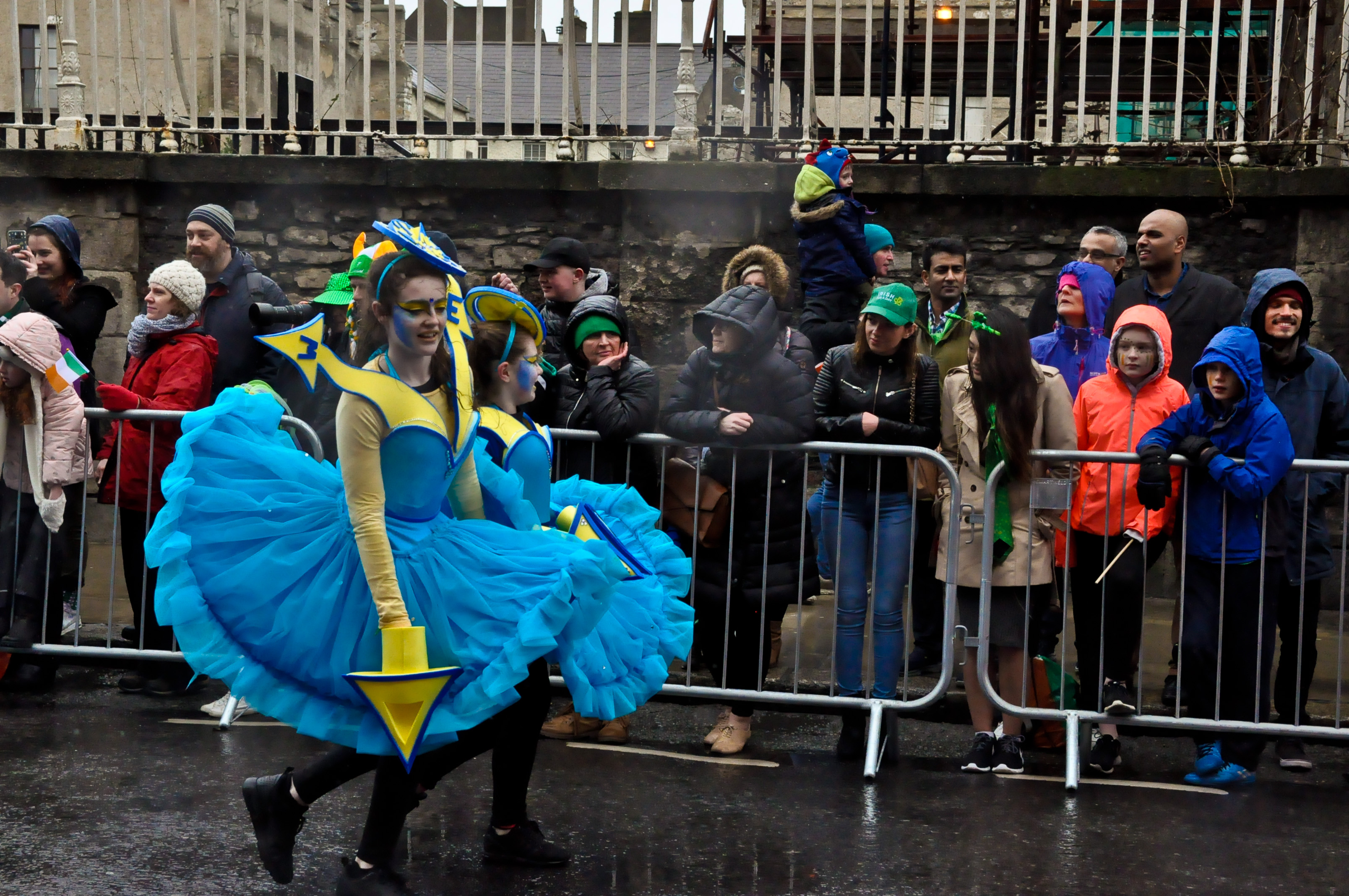
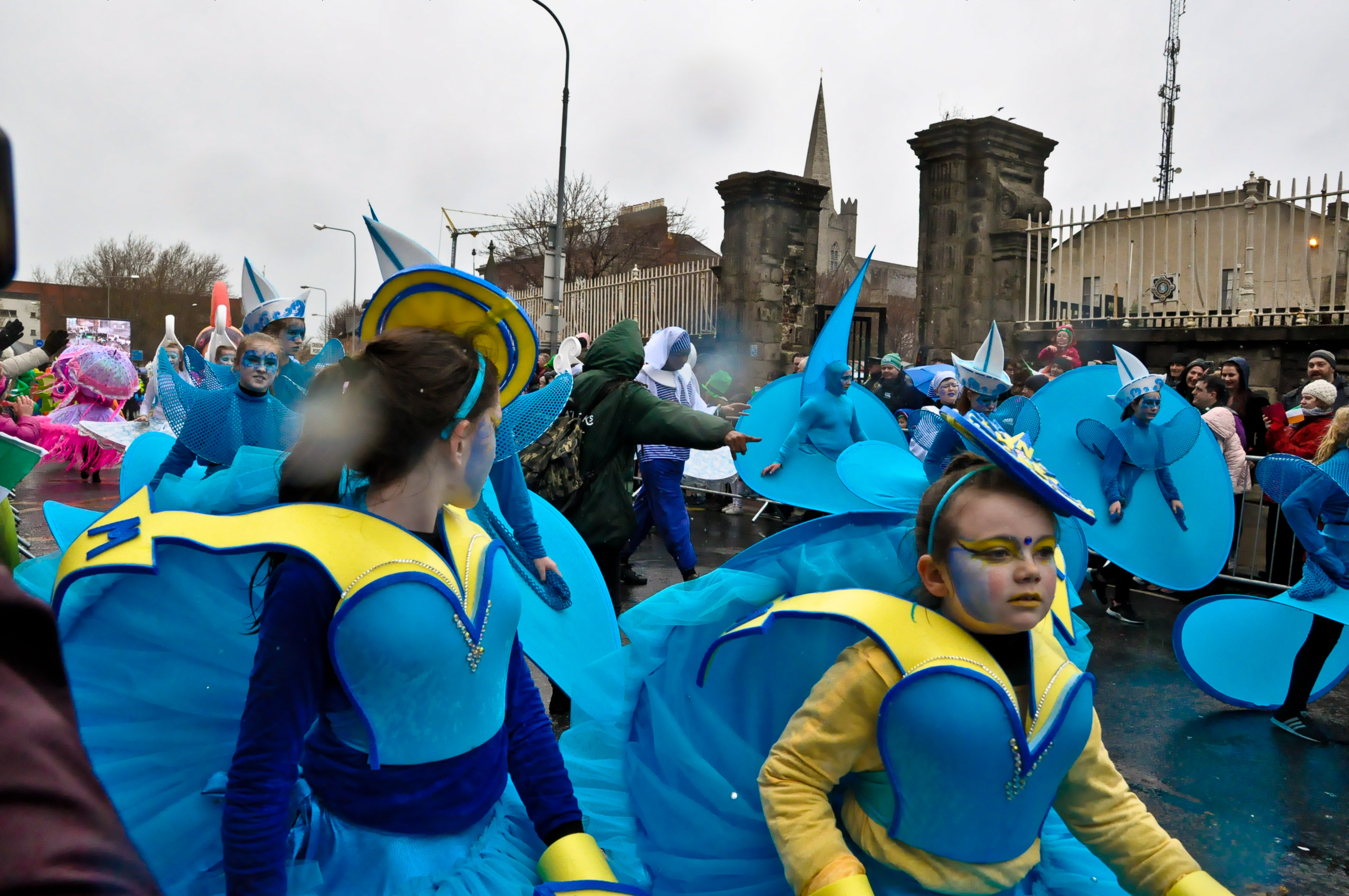
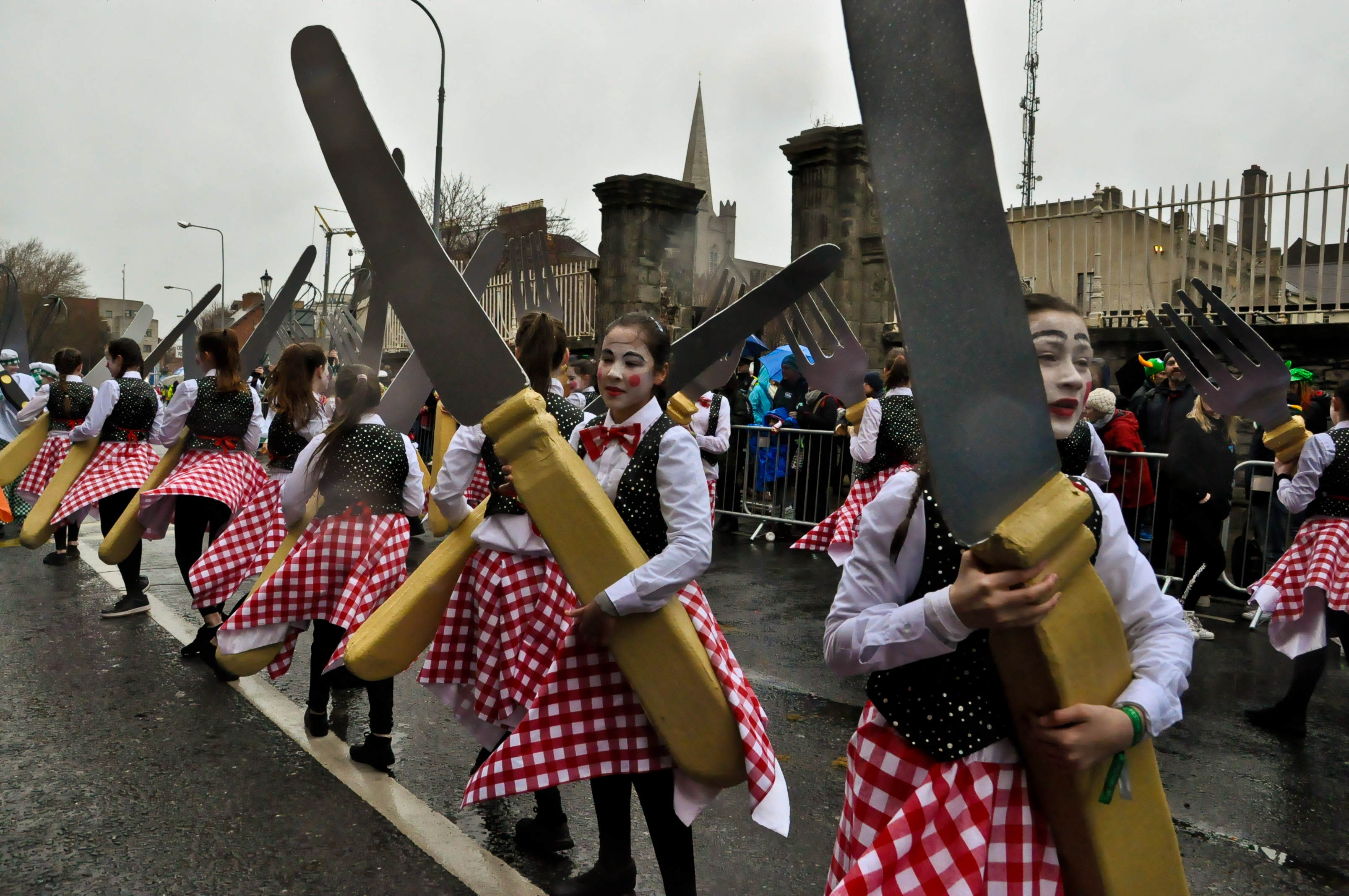
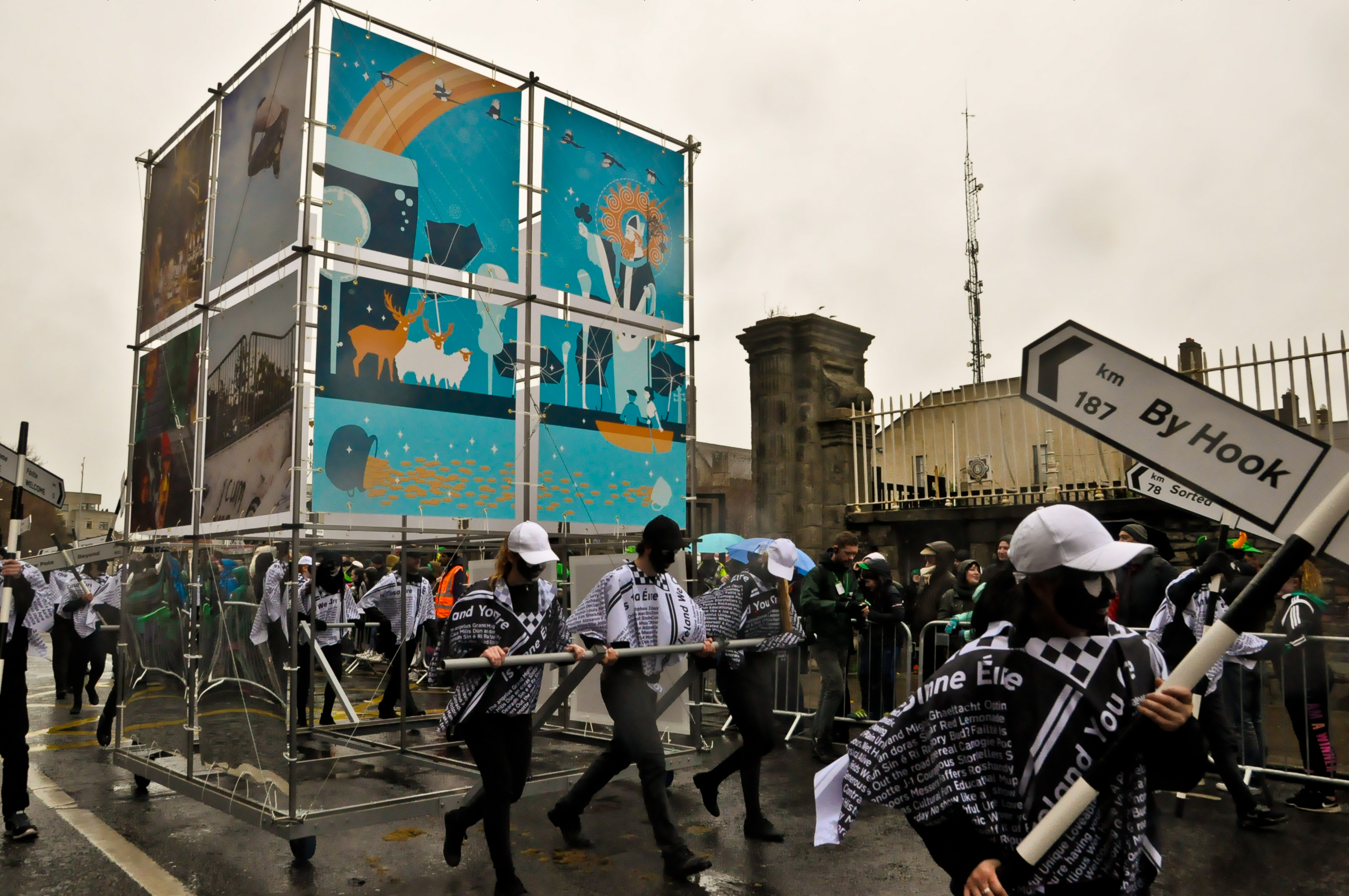
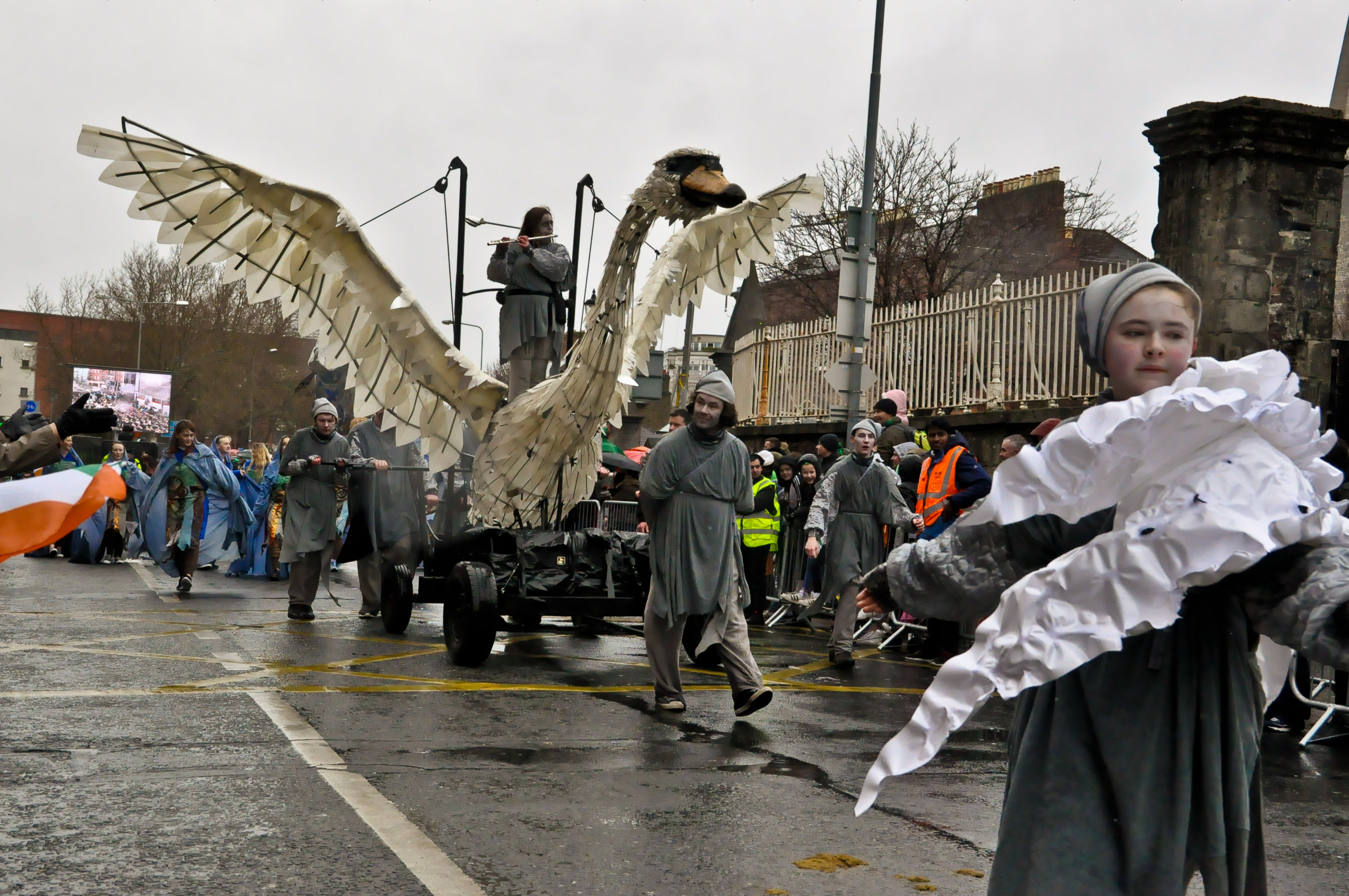
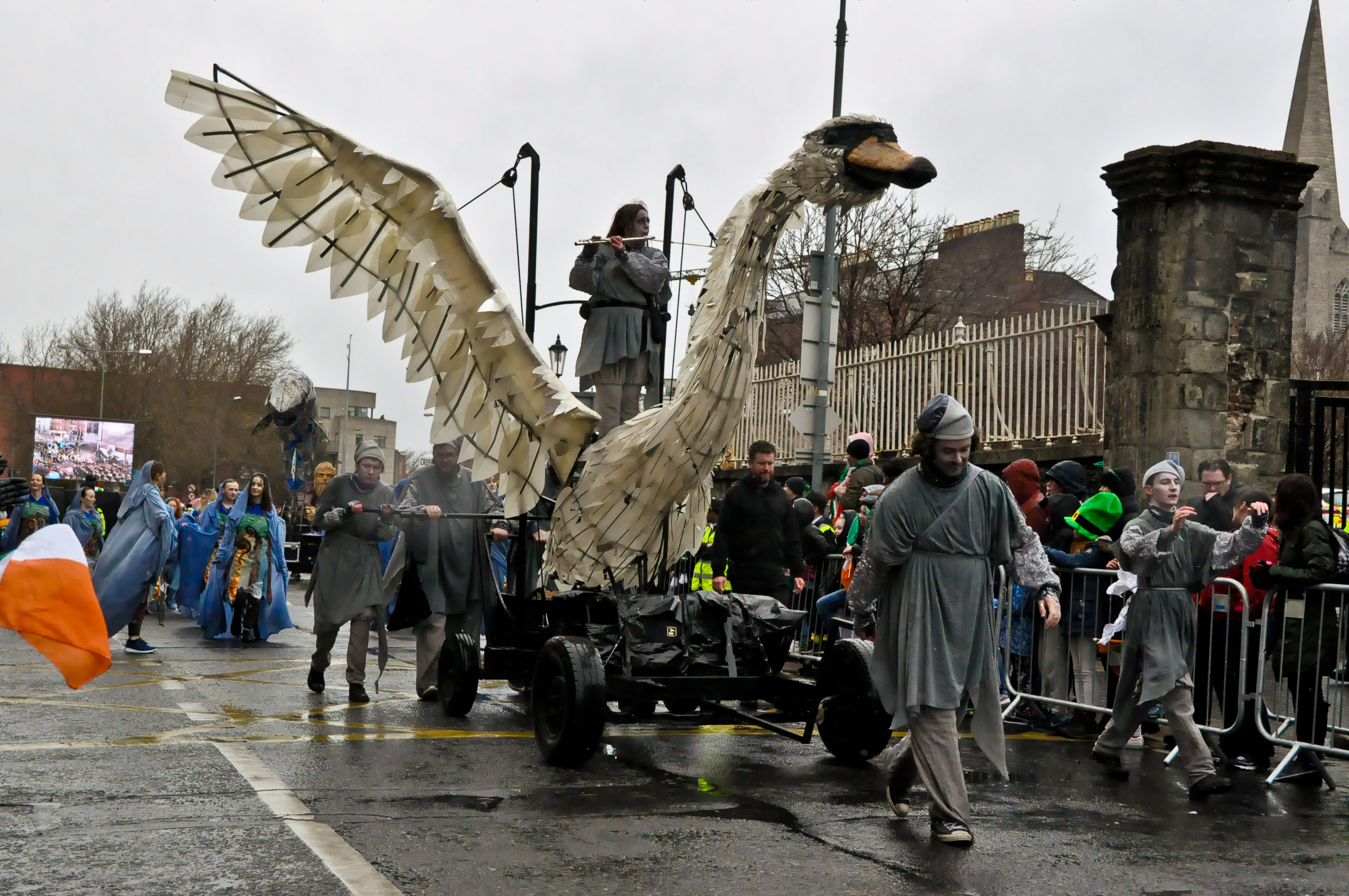
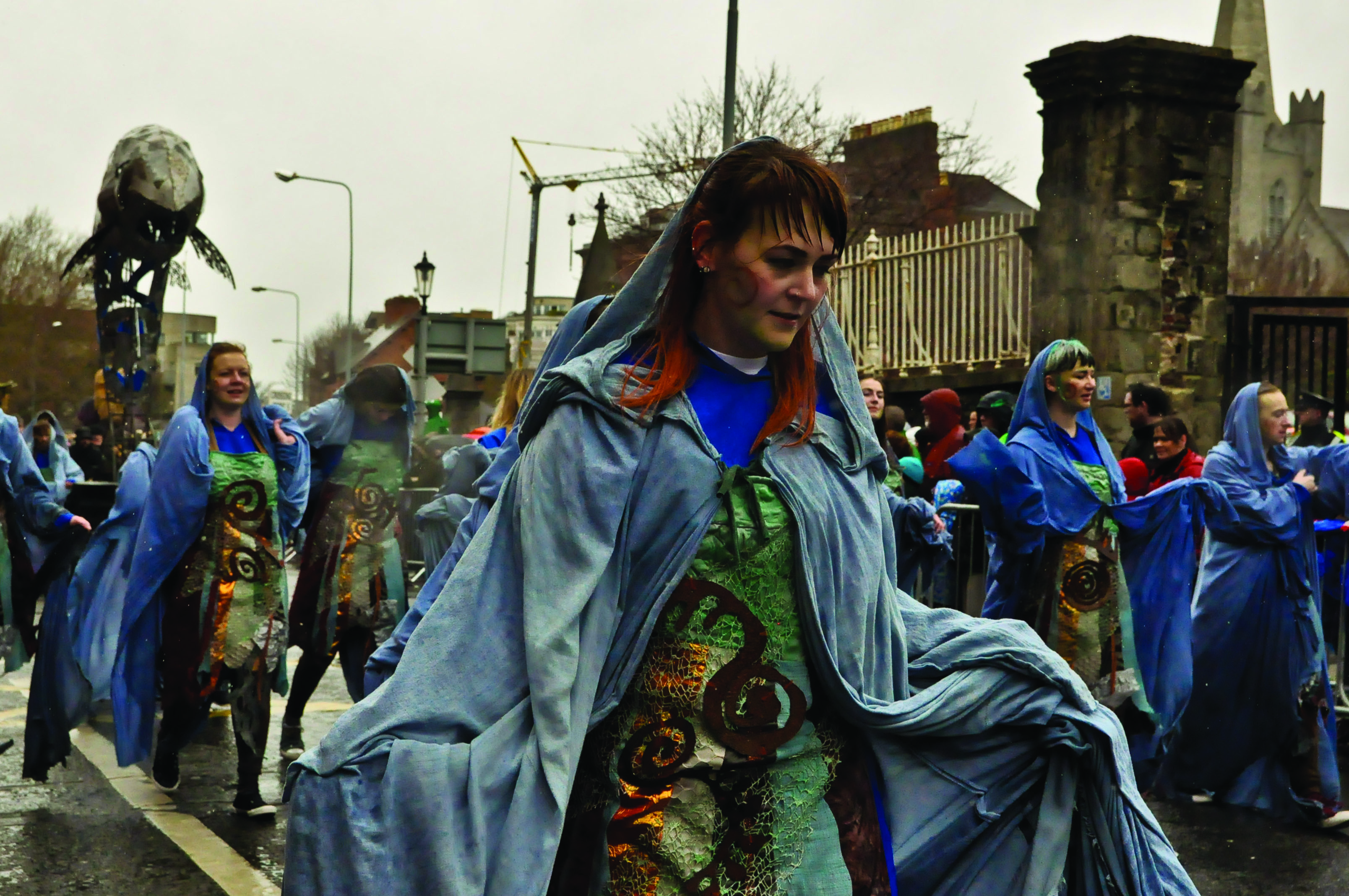
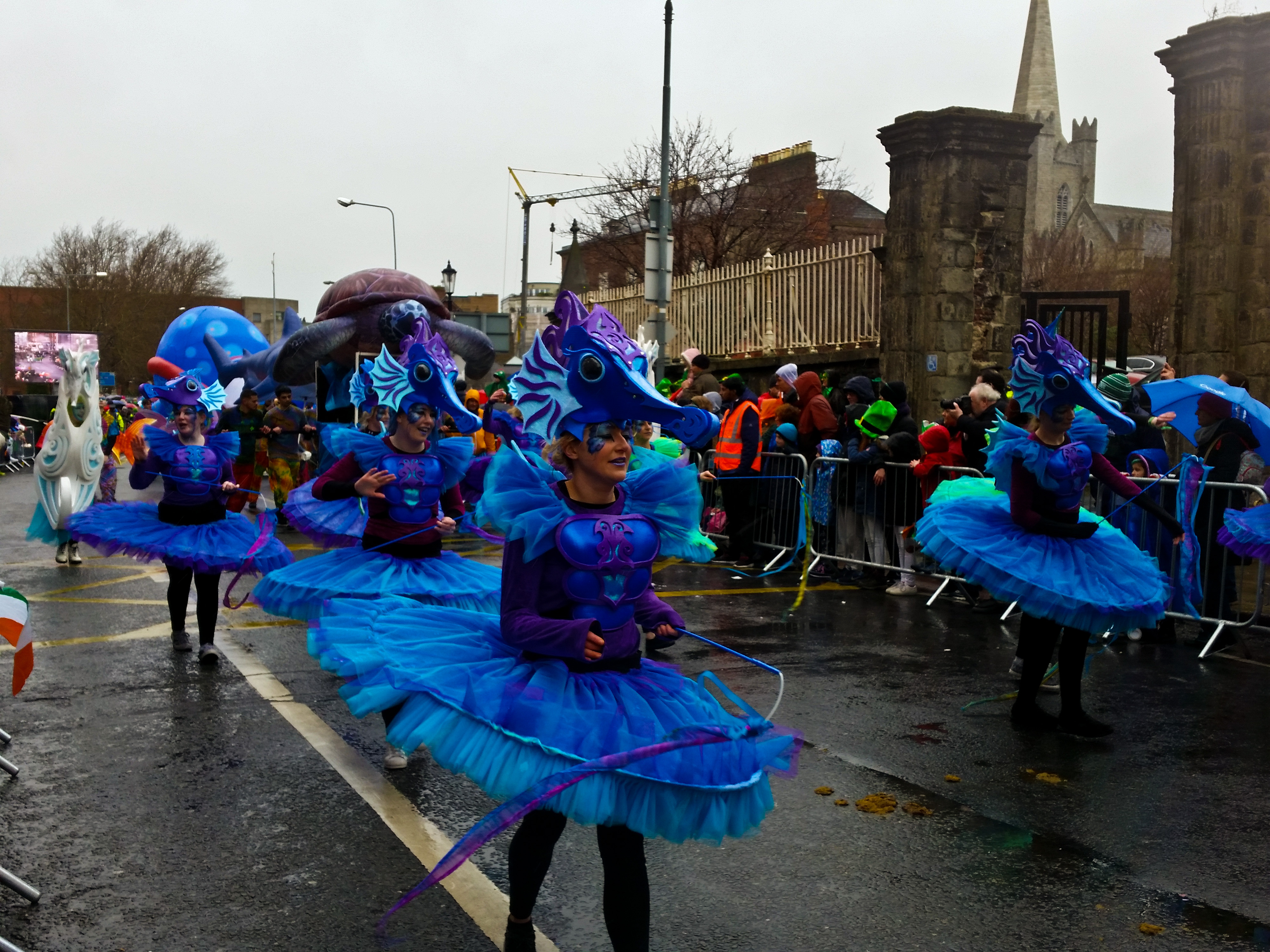